# Turbonilla lazaroensis
Turbonilla lazaroensis är en snäckart som beskrevs av Bartsch 1917. Turbonilla lazaroensis ingår i släktet Turbonilla och familjen Pyramidellidae. Inga underarter finns listade i Catalogue of Life.